# Ptelea trifoliata
Ptelea trifoliata là một loài thực vật có hoa trong họ Cửu lý hương. Loài này được L. miêu tả khoa học đầu tiên năm 1753.

## Hình ảnh

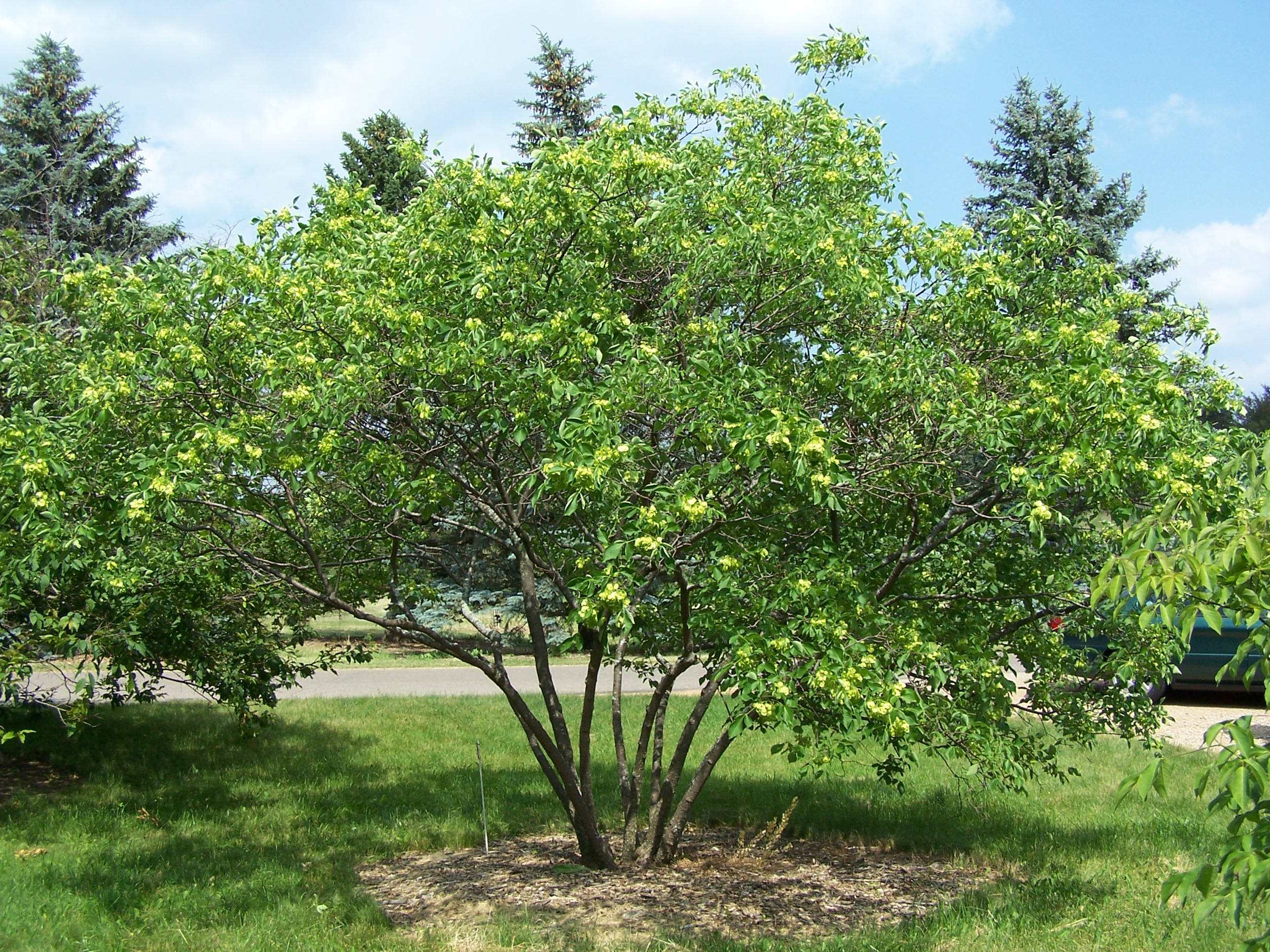
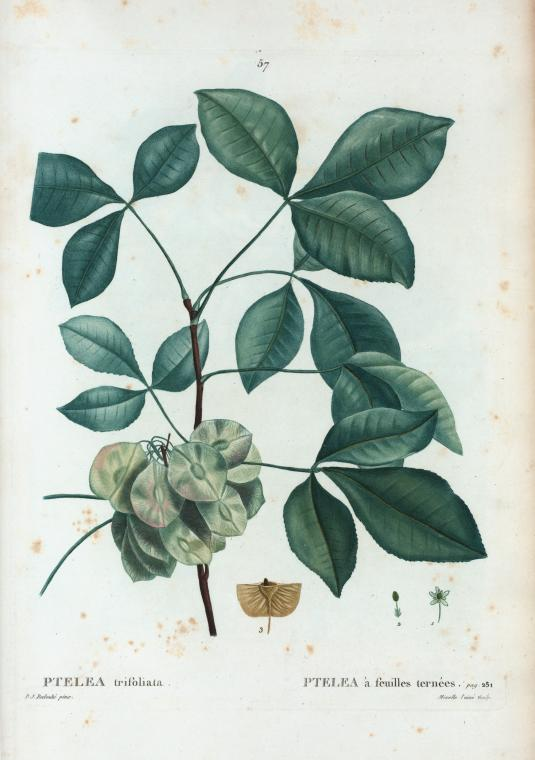
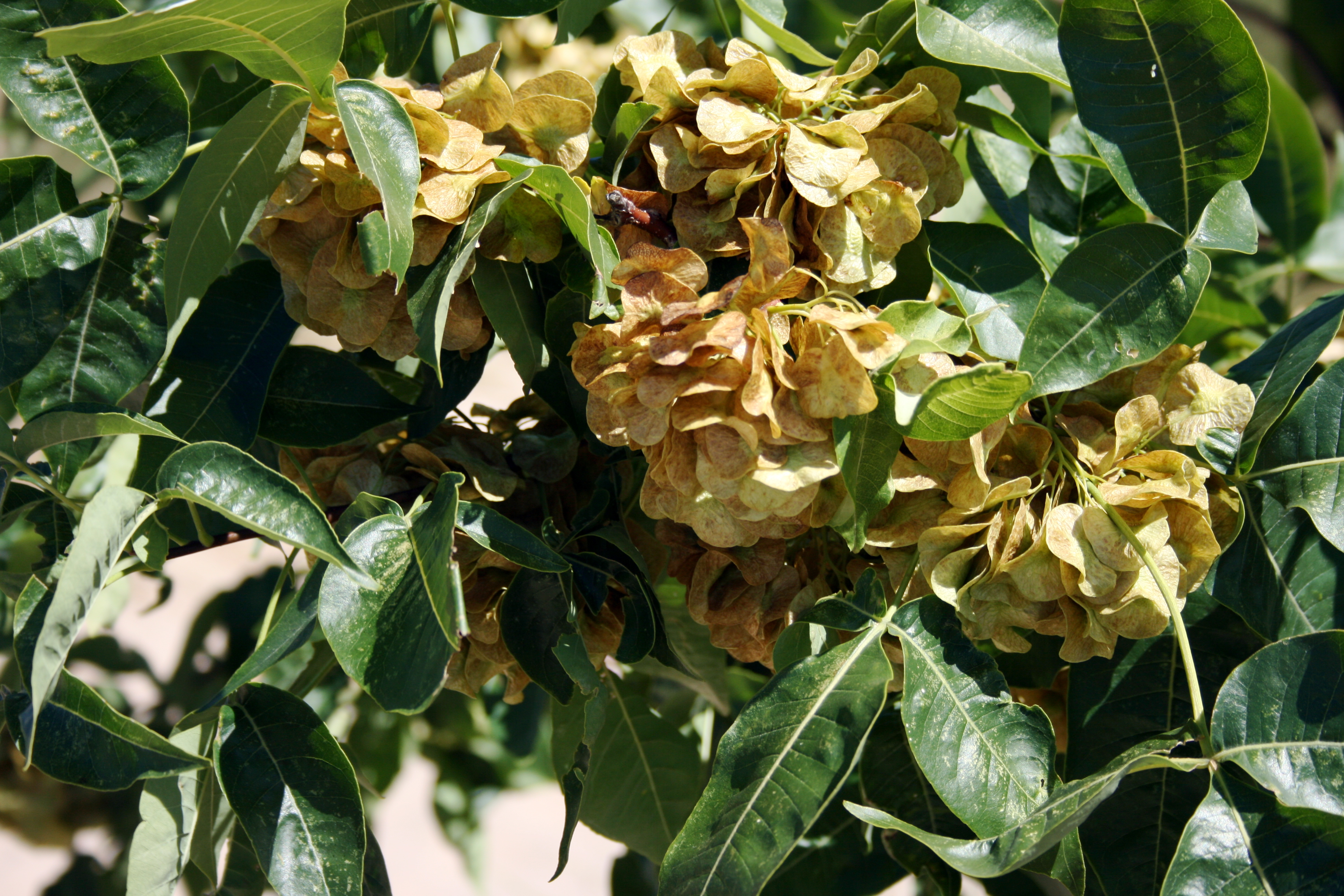
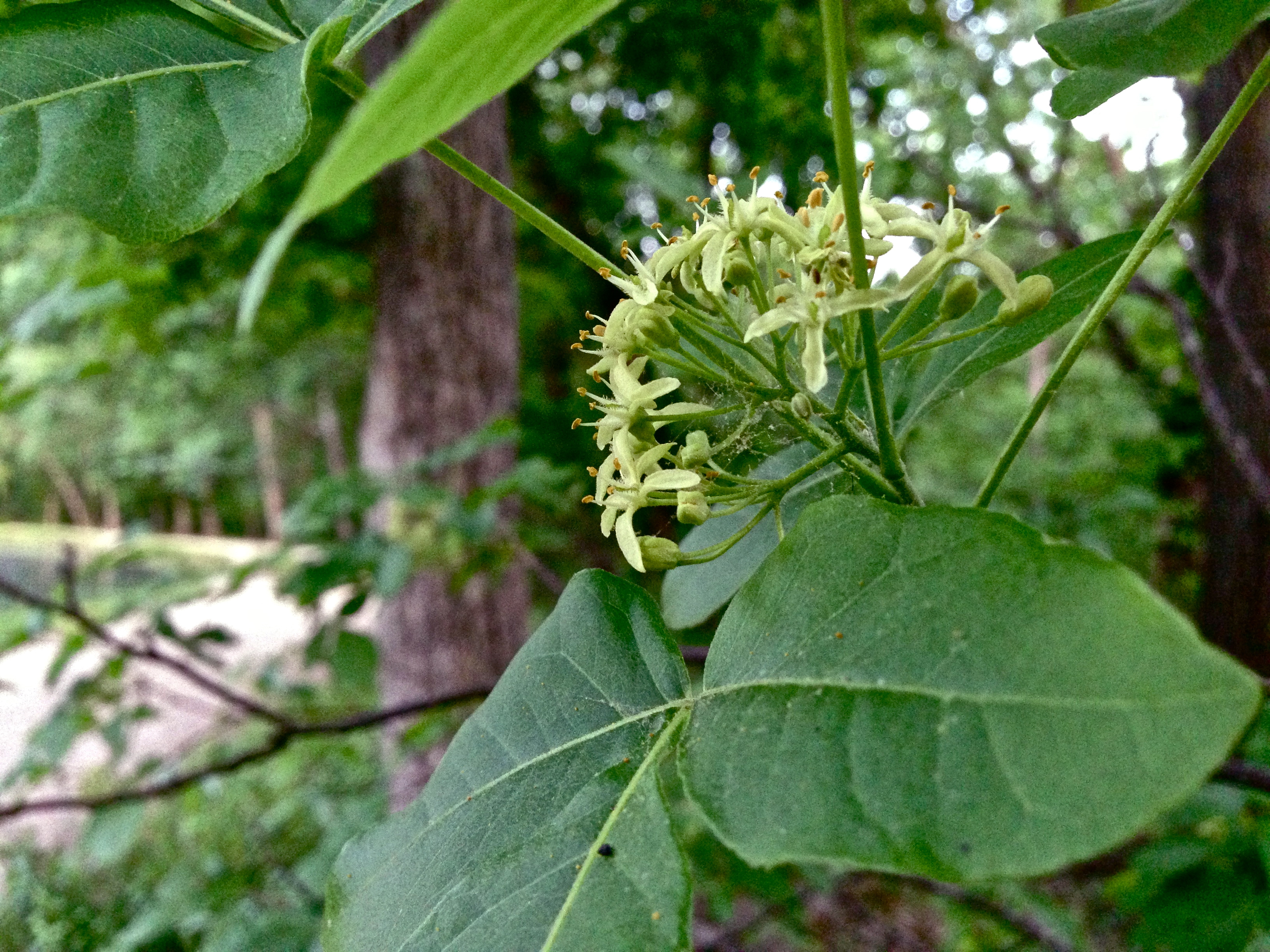